# Gérard Blain
Gérard Blain, född 23 oktober 1930 i Paris, död 17 december 2000 i Paris, var en fransk skådespelare och filmskapare. Han slog igenom i slutet av 1950-talet i två filmer av Claude Chabrol och blev förknippad med den franska nya vågen. Kritisk till stora delar av filmvärlden började han i början av 1970-talet regissera själv med inspiration från framförallt Robert Bresson. Blains egna filmer är präglade av moralisk strävan och samhällsrevolt.

## Yrkesbana
Gérard Blain växte upp i Paris och hoppade av skolan som 14-åring. Som ung försökte han göra karriär som jockey och boxare, men gav upp och flyttade till Sverige där han arbetade som skogshuggare en tid. Som 20-åring flyttade han tillbaka till Frankrike och försökte göra karriär inom det militära.
På ett kafé träffade han av en tillfällighet filmregissören Julien Duvivier, som gav honom en mindre roll i filmen Hon kom från Marseilles från 1956. Sitt stora genombrott fick han genom huvudrollerna i två filmer av Claude Chabrol, Vännerna från 1958 och Kusinerna från 1959. Vännerna räknas som den första långfilmen inom den franska nya vågen och blev en internationell framgång. Blain blev intimt förknippad med den nya vågen och en av dess ikoniska skådespelare. Detta trots att han inte medverkade i några fler av rörelsens filmer, med undantag för ett par kortfilmer av Jean-Luc Godard och François Truffaut, och var en av dess uttalade kritiker. Utöver att medverka i franska och italienska filmer gjorde Blain en kortare anhalt i Förenta staterna och lyckades få en roll i Howard Hawks' film Hatari! från 1962. Hawks var en av de amerikanska regissörer som hade hyllats av nya vågen-skribenterna i tidskriften Cahiers du cinéma, men Blain var inte imponerad av hans sätt att arbeta och bestämde sig för att undvika amerikansk film i fortsättningen.
Blains missnöje med etablerade filmskapares idéer och värderingar fick honom att anta allt färre roller och istället börja regissera själv. Hans förebilder var andligt intresserade filmskapare som Carl Theodor Dreyer, Yasujirō Ozu och framförallt Robert Bresson, som var hans husgud. Han debuterade som regissör 1971 med Les amis, som vann Guldleoparden vid internationella filmfestivalen i Locarno, och direkt blev jämförd med Bressons filmer. Flera av Blains filmer handlar om personer som försöker göra uppror mot samhället vilket visar sig vara i praktiken omöjligt. Den delvis självbiografiska Un enfant dans la foule från 1976 handlar om en 13-årig pojke som står oförstående inför motståndsrörelsens brutalitet under den tyska ockupationen av Paris, och till följd av detta stöts bort från sin mor och börjar prostituera sig för vuxna män. Pierre et Djemila från 1987 handlar om en omöjlig kärlek över de etniska gränserna i en Parisförort. Både Un enfant dans la foule och Pierre et Djemila visades i huvudtävlan vid filmfestivalen i Cannes. Blains två sista filmer var gangsterdramat Jusqu'au bout de la nuit från 1995, där han själv gjorde sin sista huvudroll, och Ainsi soit-il från 2000, där hans son Paul Blain spelade huvudrollen.

## Ståndpunkter
Under sitt tacktal i Locarno sade Blain: "Vi lever i en infekterad tid; det finns ingen tro, ingen moral, ingen högre känsla. Nöje, sex, allting som tilltalar våra lägsta instinkter, regerar. Jag har alltid varit besatt av detta förfall av värden och i grunden handlar alla mina filmer om jakten på att hitta dem igen." Blain skydde alla ideologier och hans politiska kopplingar var spretiga; han var personlig vän med såväl Jean-Pierre Chevènement, medgrundare av Socialistiska partiet, som filmskribenten Michel Marmin, medgrundare av GRECE. Marmin beskrev Blain som en "högeranarkist".

## Privatliv
Blain var gift fyra gånger, 1953–1956 med skådespelerskan Estrella Blain, 1956-1959 med skådespelerskan Bernadette Lafont, 1960-1966 med Monique Sobieski, som han fick en son med, och från 1966 och till sin död med Marie-Hélène Bauret, som han fick två söner med. Hans son med Sobieski, Paul Blain, blev också skådespelare.

## Filmer
Roller i urval
- Hon kom från Marseilles (1956)
- Brott och straff (1957)
- Les Mistons (1957)
- Smygtittarna (1958)
- Vännerna (1959)
- Kusinerna (1959)
- Charlotte et son Jules (1960)
- I krigets spår (1960)
- Hatari! (1962)
- Kom, så älskar vi! (1964)
- M.M.M. 83 (1965)
- Den 13:e mannen (1966)
- Den amerikanske vännen (1977)
- Fallet Violetta (1987)

Regi
- Les Amis (1971)
- Le Pélican (1973)
- Un enfant dans la foule (1976)
- Un second souffle (1978)
- Le Rebelle (1980)
- Michel Tournier (1983) - TV-dokumentär
- Pierre et Djemila (1987)
- La Fortune de Gaspard (1993) - TV-drama
- Jusqu'au bout de la nuit (1995)
- Ainsi soit-il (2000)